# Alice Austenová
Elizabeth Alice Austenová, rozena Elizabeth Alice Munn, (nepřechýleně Austen; 17. března 1866, Staten Island, New York, New York, USA – 9. června 1952, Staten Island) byla jednou z prvních amerických fotografek.

## Životopis
V roce 1876 začala fotografovat strýcovým fotoaparátem. V následujících 40 letech pořídila více než 8 000 fotografií. Nejstarší dochovaný snímek pochází z roku 1884. Byla jednou z prvních fotografek, které pracovaly mimo studio. Zajímala se také o realistickou dokumentární fotografii - styl, který byl důležitý pro konec 19. století a začátek 20. století a stále ještě neobvyklý.
Do současnosti se dochovalo kolem 3 500 jejích snímků. Hodně z nich je ve veřejné knihovně v New Yorku.

## Galerie

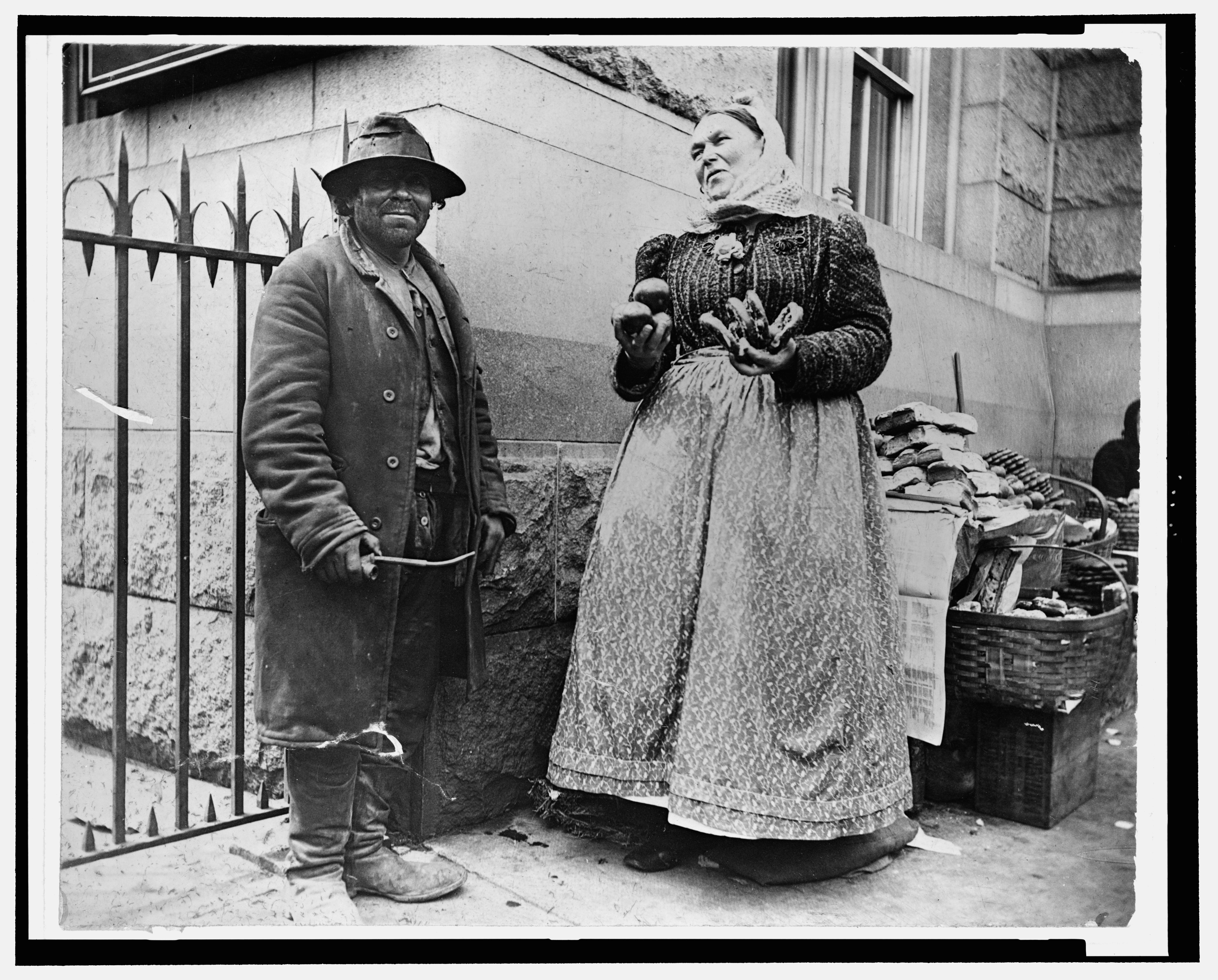
Street types of New York City, Emigrant a prodavačka preclíků
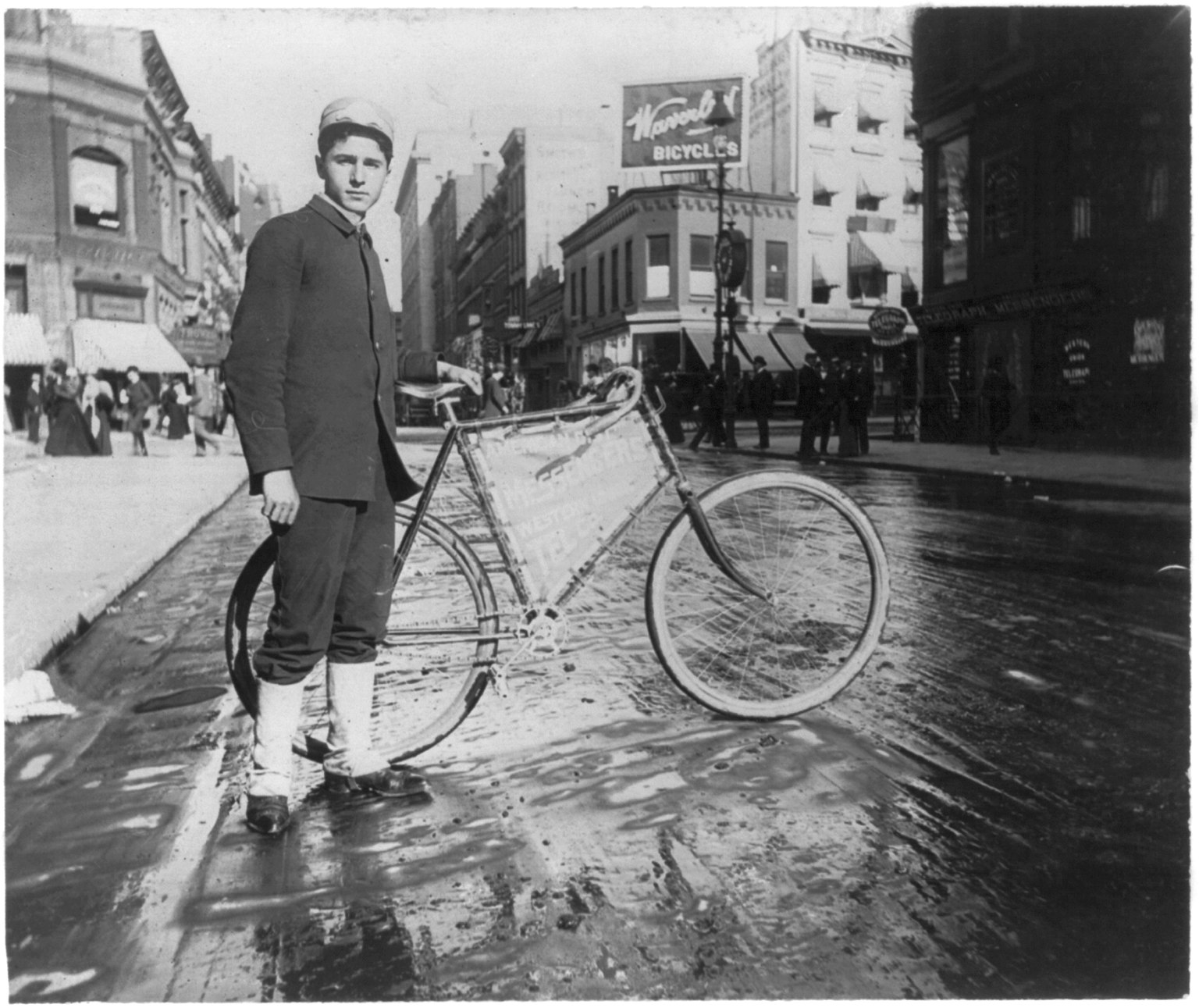
Street Types of New York City, Poslíček a kolo
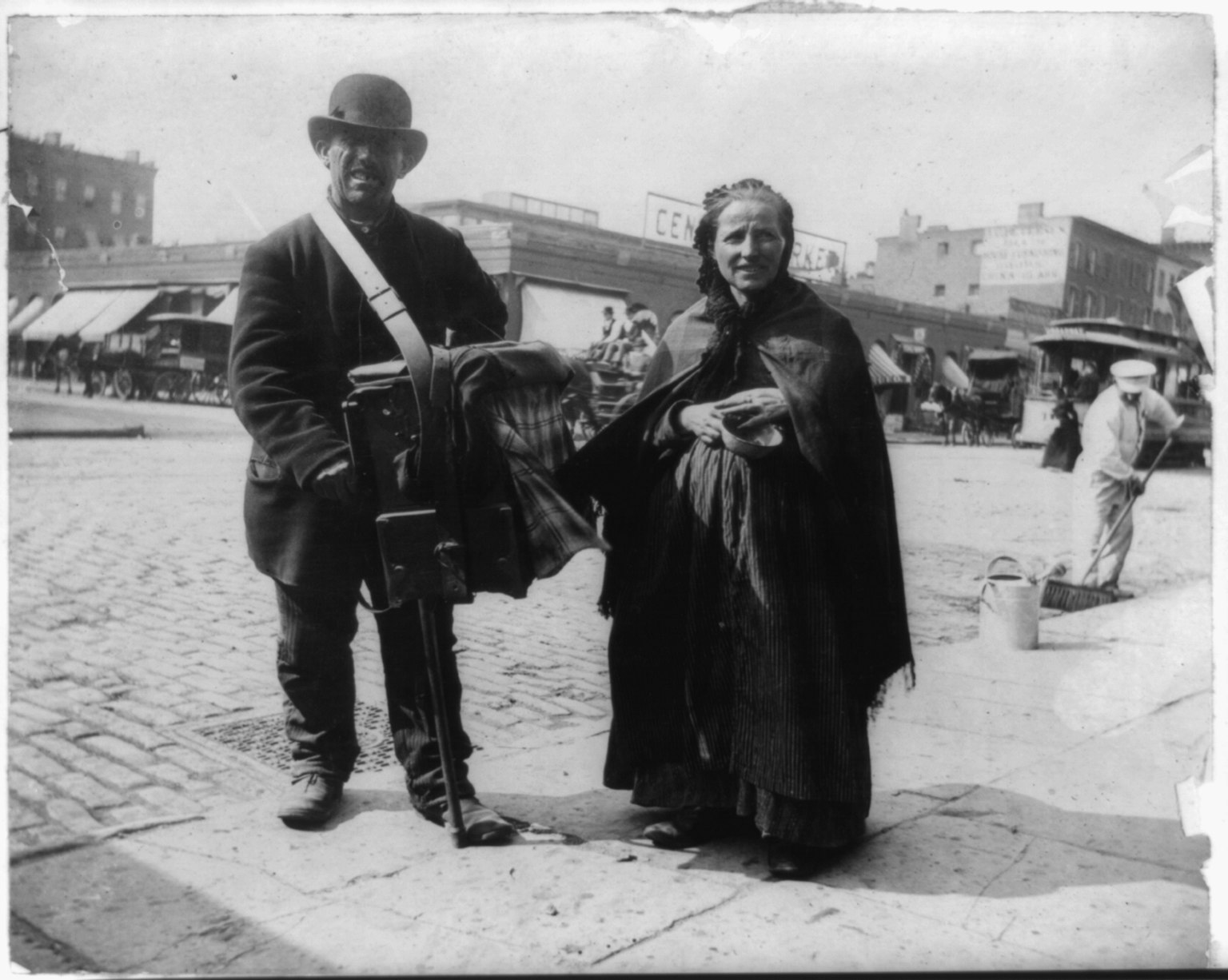
New York City, Hráč na flašinet se svou ženou, 1897
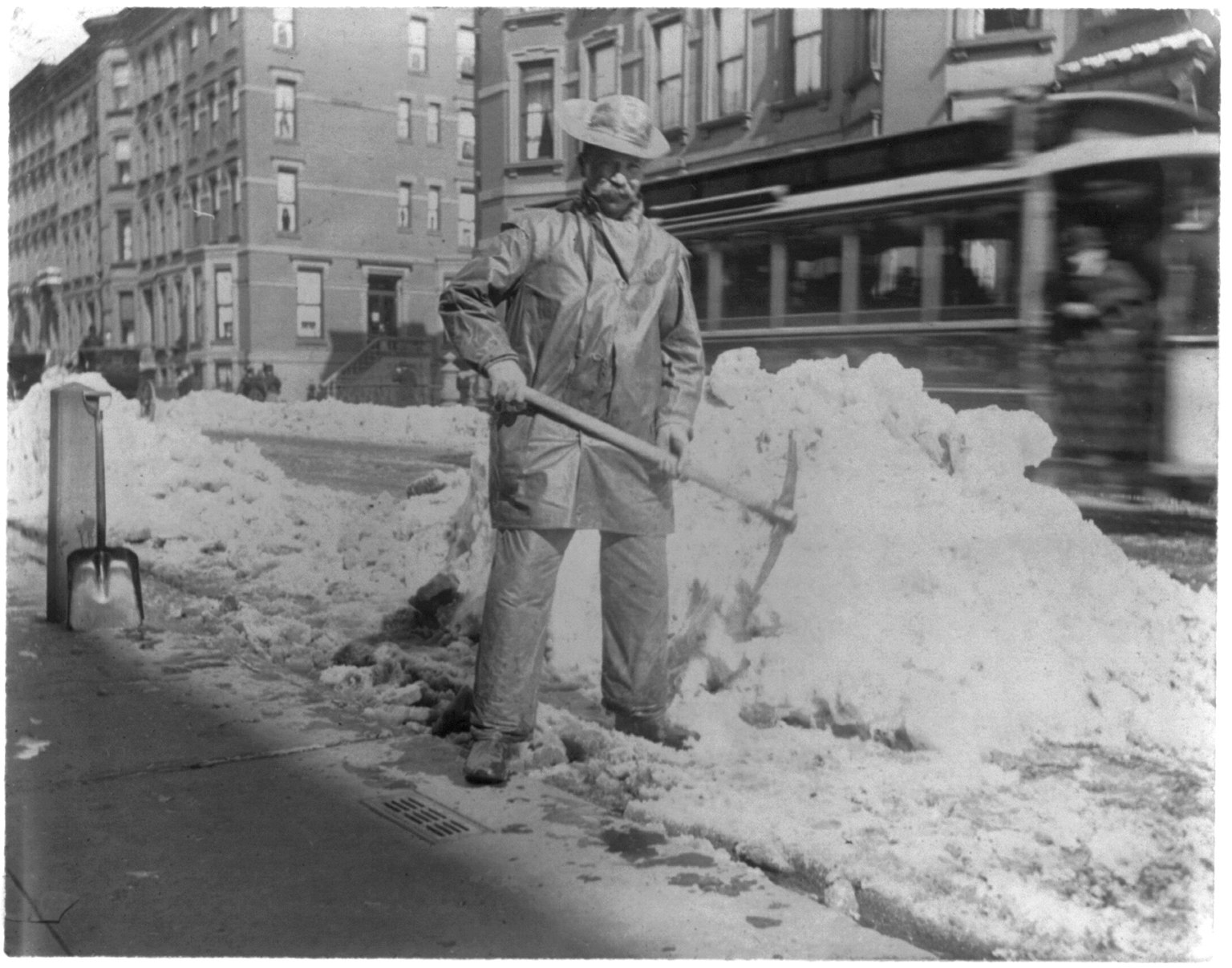
Street types of New York City, Pouliční uklízeč stojící s krumpáčem před hromadou sněhu
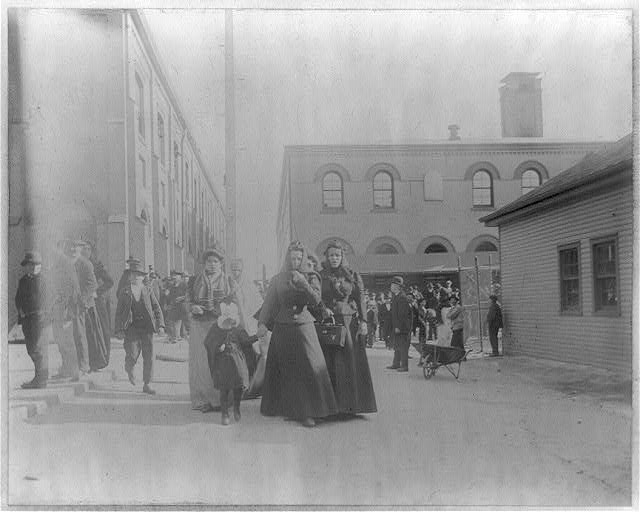
Karanténní stanice, ostrov Hoffman, NYC
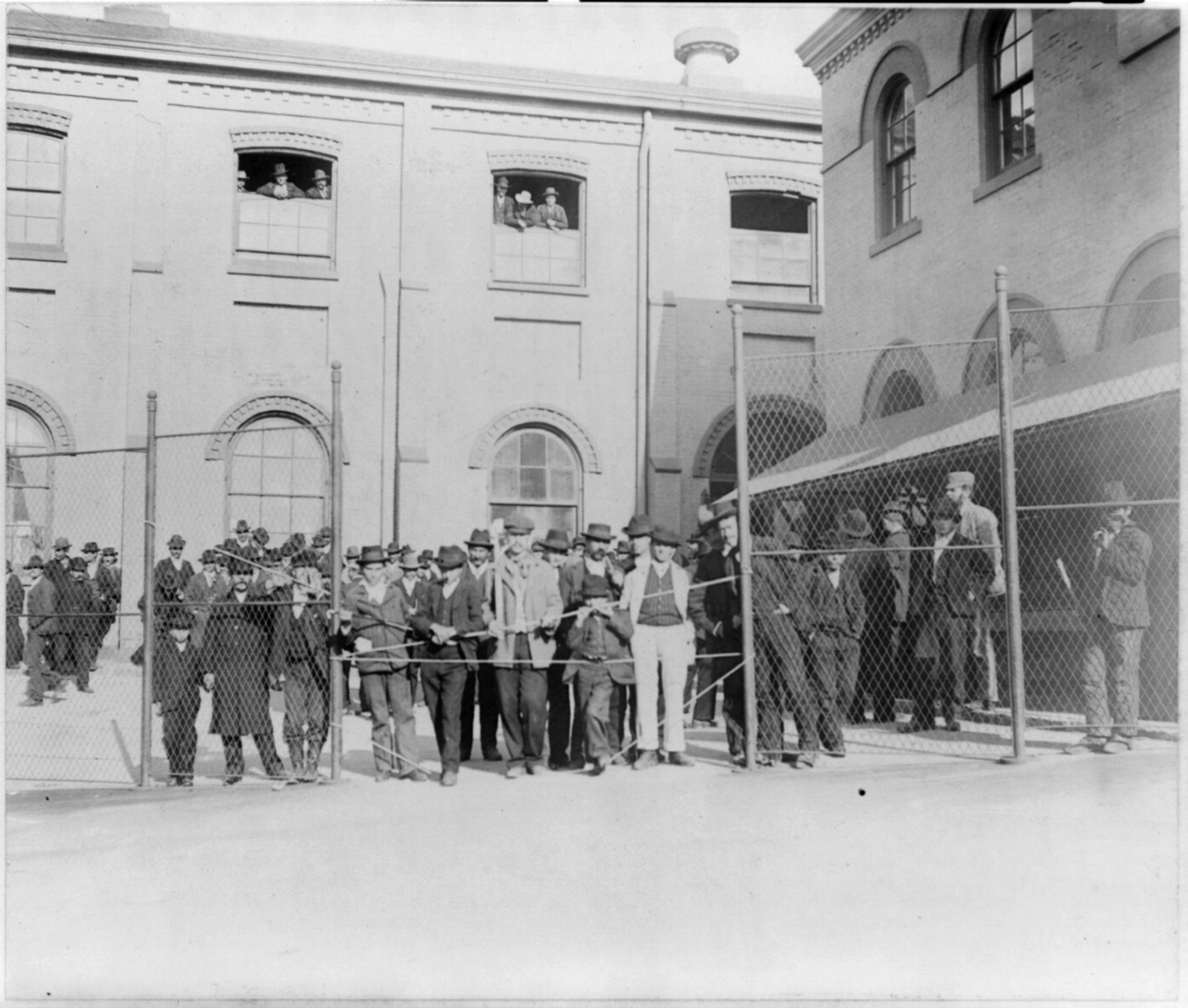
Přistěhovalci s neštovicemi z malé lodi, držení v pozorovací vazbě za drátěným plotem, ostrov Hoffman, N.Y.
- Ladies' Home Journal Vol. 11 No. 9, srpen 1894
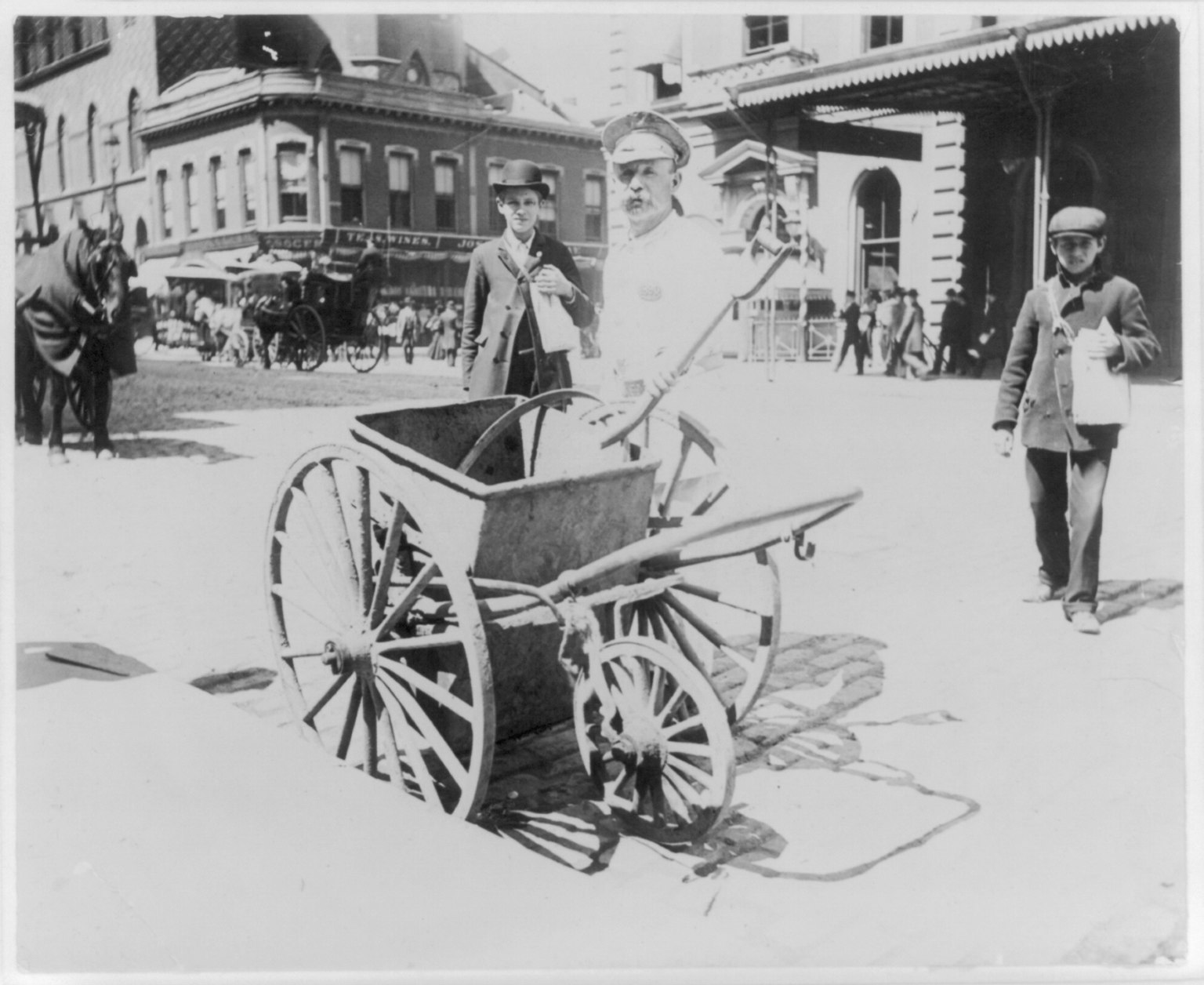
New York City, Zametač a ruční vozík
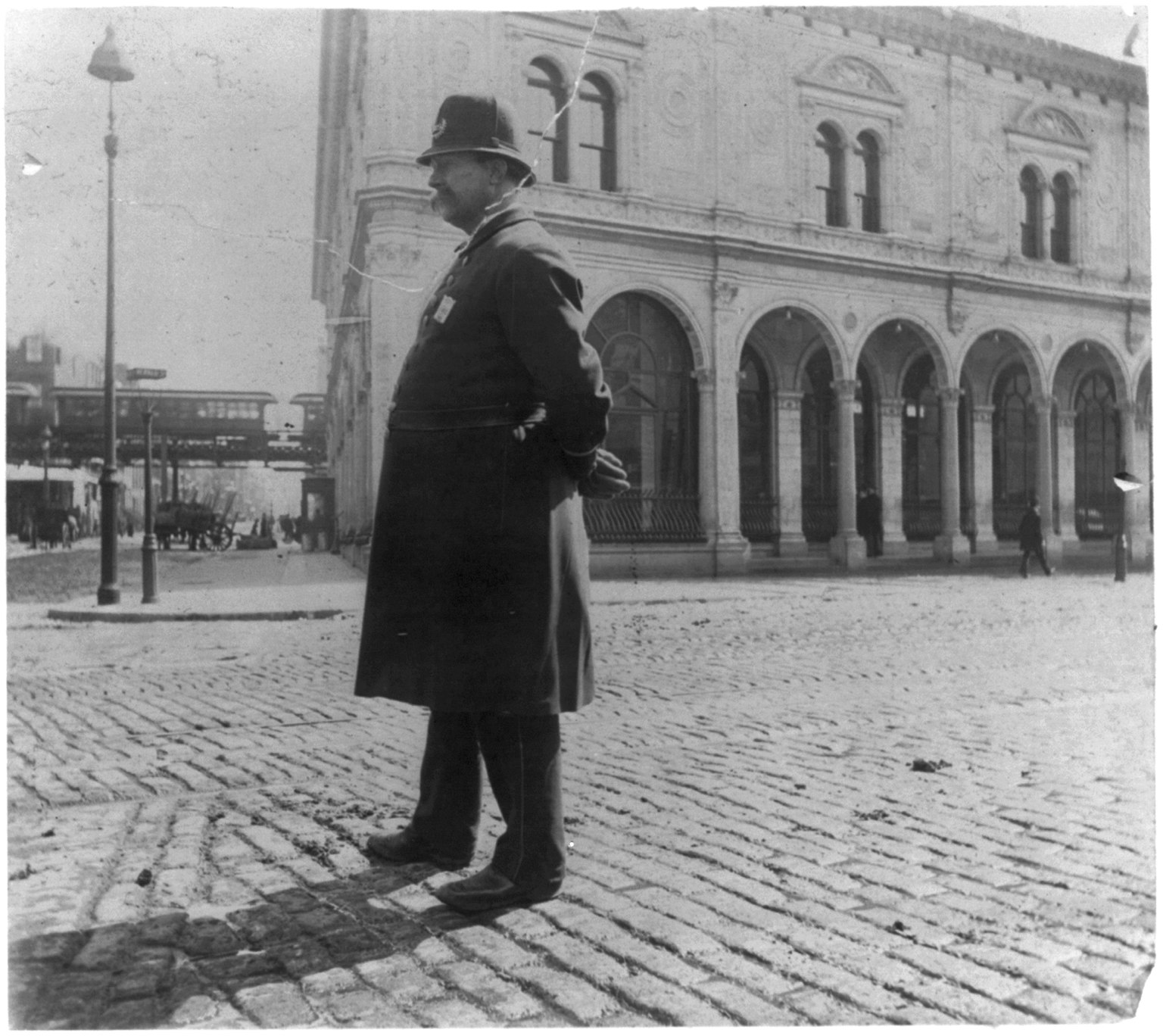
Street types of New York City, Policista
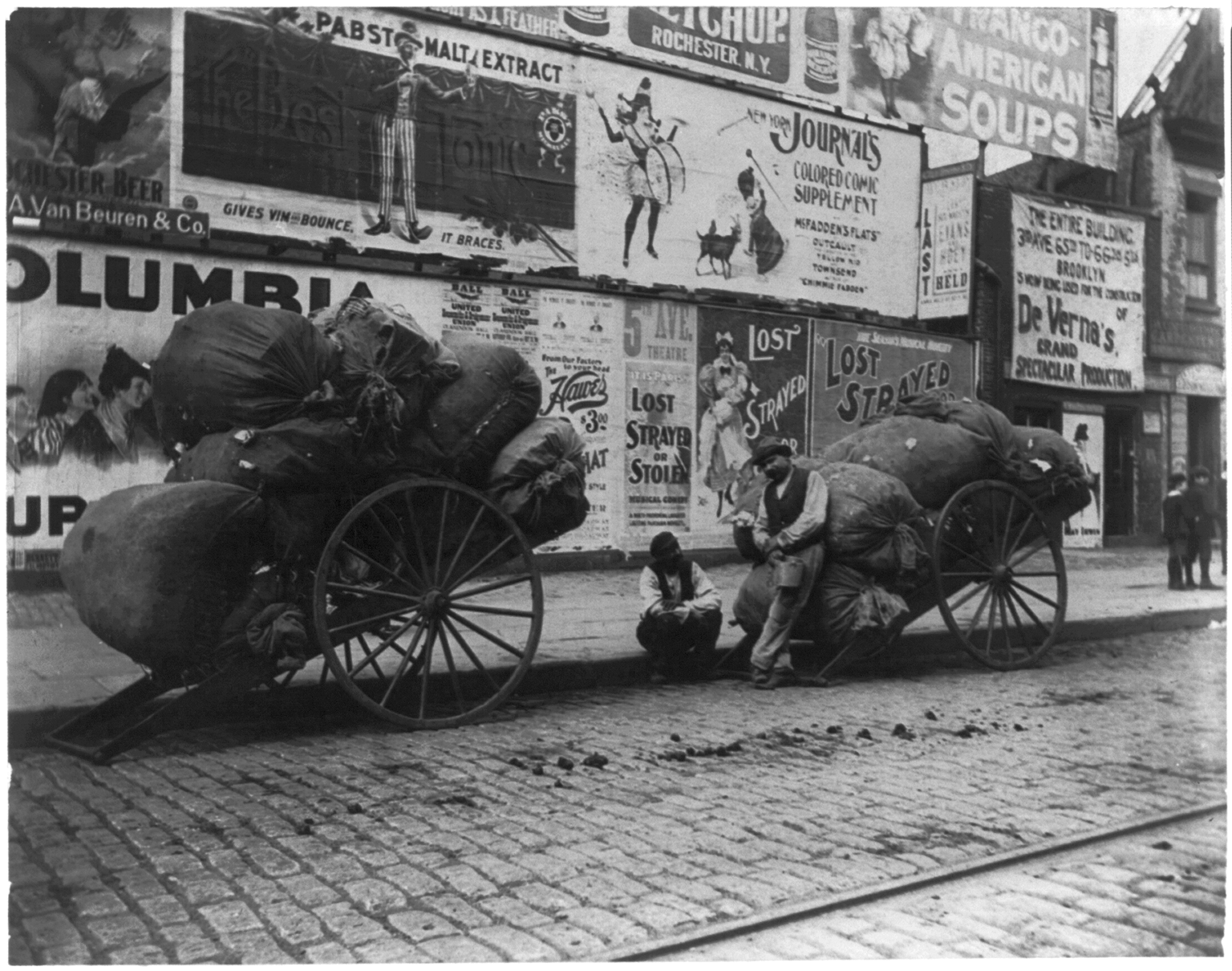
Street types of New York City, 2 vozy s hadry
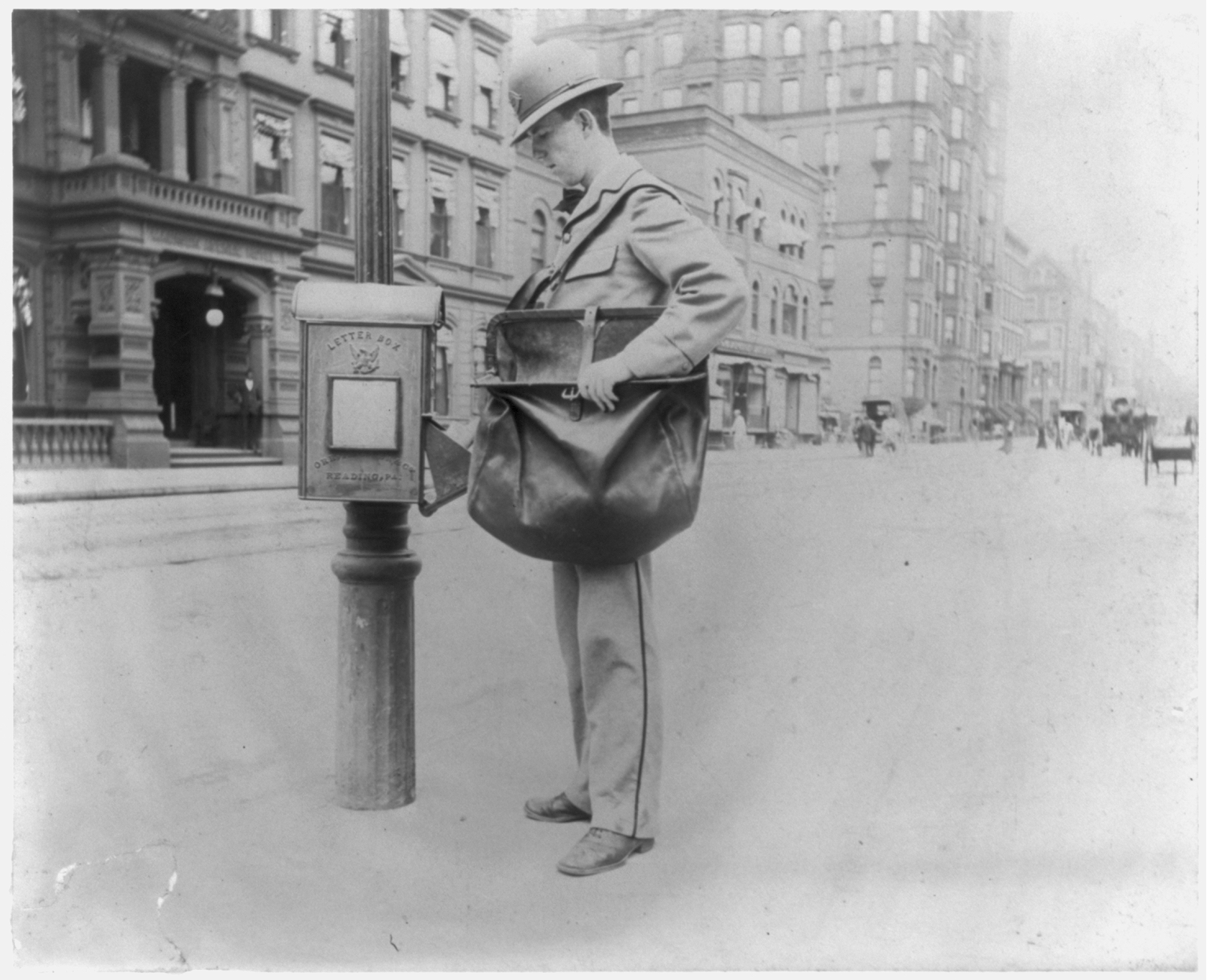
Street types of New York City, Pošťák u poštovní schránky
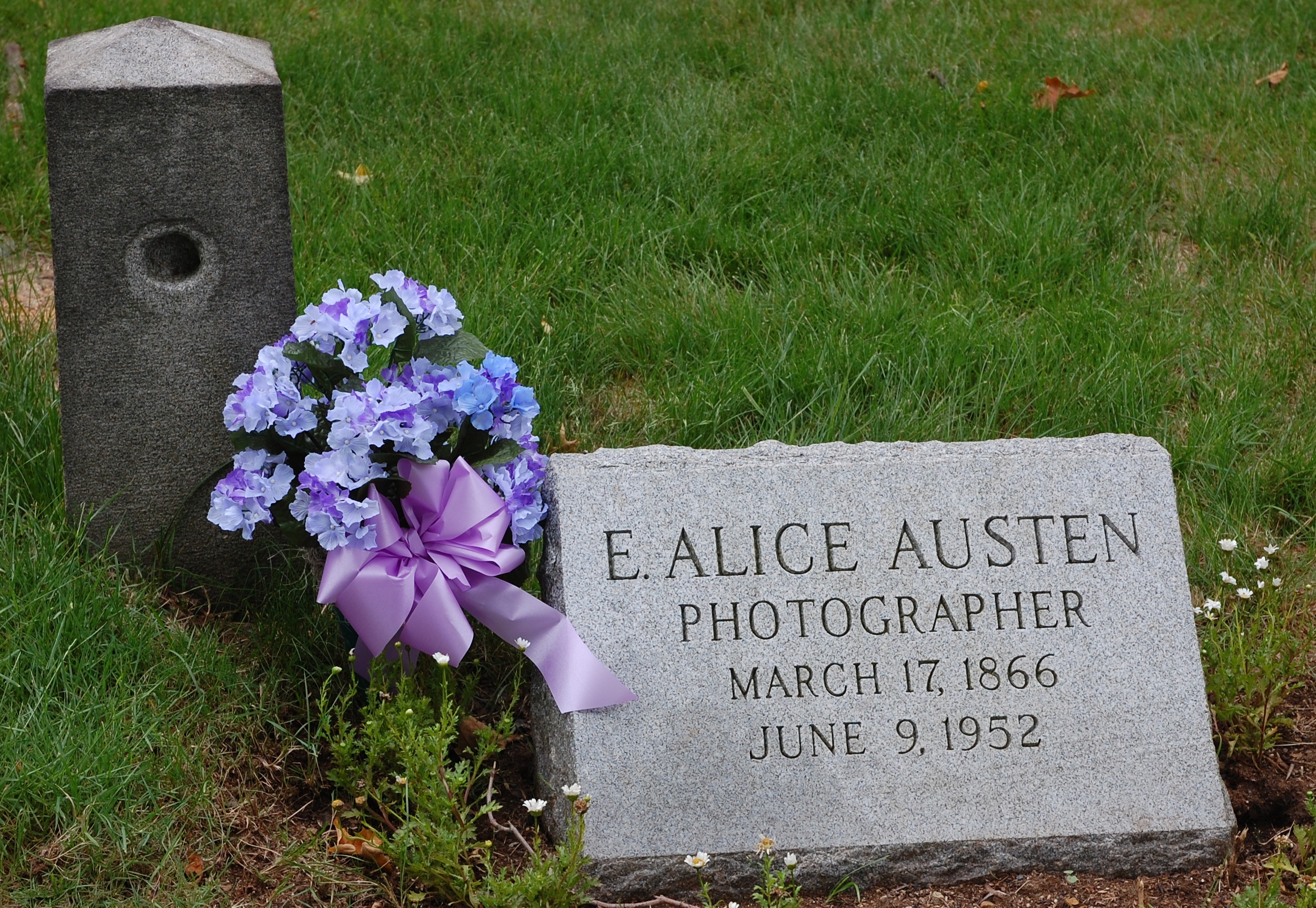
Hrob na Božím poli (rok 2012) moravské církve ve Staten Island